# Purcellia argasiformis
Espèce
Synonymes
- Speleosiro argasiformis Lawrence, 1931

Purcellia argasiformis est une espèce d'opilions cyphophthalmes de la famille des Pettalidae.

## Distribution
Cette espèce est endémique du Cap-Occidental en Afrique du Sud. Elle se rencontre dans les grottes Wynberg Caves dans la montagne de la Table.

## Description

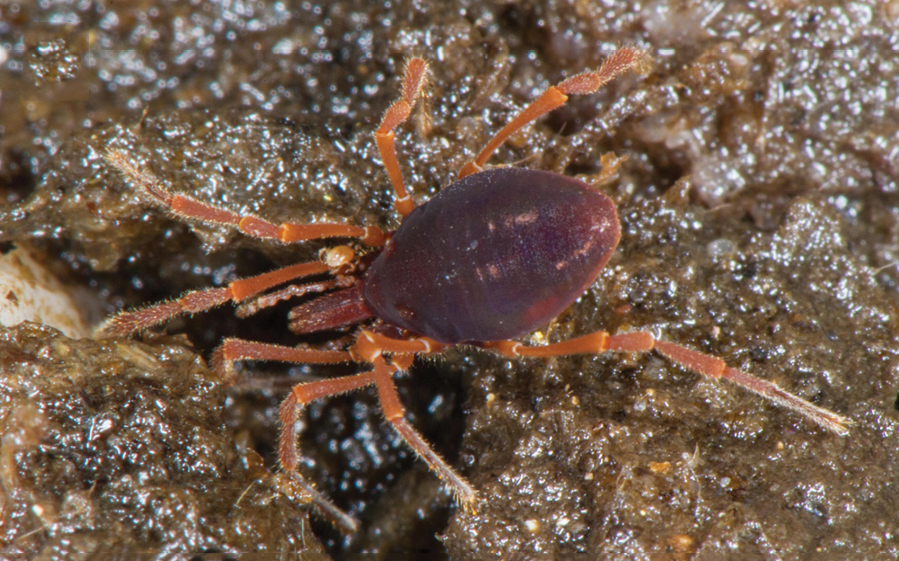
Purcellia argasiformis

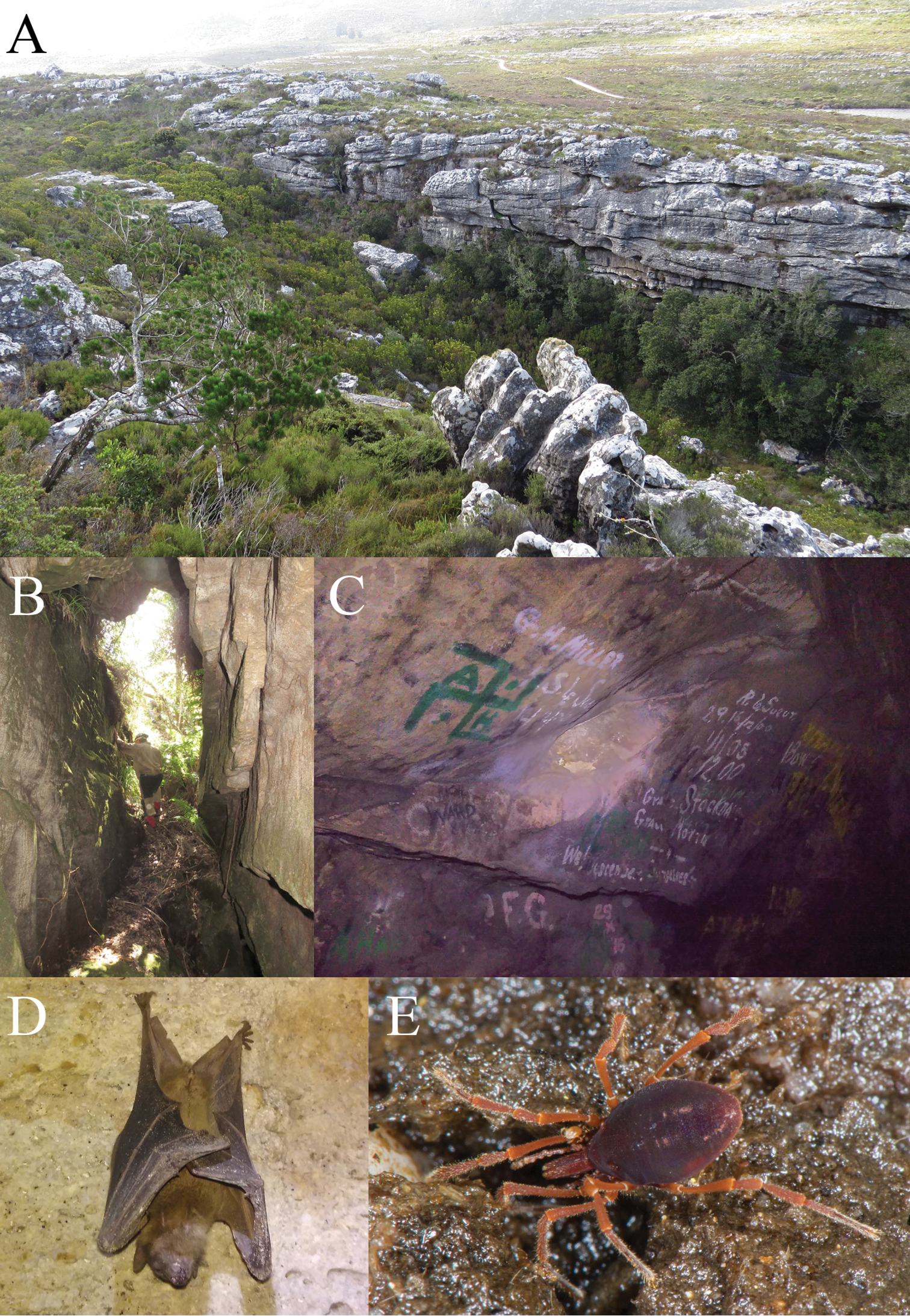
les grottes Wynberg Caves, habitat de Purcellia argasiformis

La femelle holotype mesure 4,7 mm.

## Systématique et taxinomie
Cette espèce a été décrite sous le protonyme Speleosiro argasiformis par Lawrence en 1931. Elle est placée dans le genre Purcellia par Giribet, Boyer, Baker, Fernández, Sharma, de Bivort, Daniels, Harvey et Griswold en 2016.

## Publication originale
- Lawrence, 1931 : « The harvest-spiders (Opiliones) of South Africa. » Annals of the South African Museum, vol. 29, no 2, p. 341-508.